# دوري كرة القدم الغربي 1961–62
دوري كرة القدم الغربي 1961–62 (بالإنجليزية: 1961–62 Western Football League)‏ هو موسم من دوري كرة القدم الغربي ‏. فاز فيه نادي بريستول سيتي.